# Elezioni regionali in Trentino-Alto Adige del 1948
Le elezioni regionali in Trentino-Alto Adige del 1948 per il rinnovo del Consiglio regionale si tennero il 28 novembre e si sono svolte con il sistema proporzionale. Furono le prime nella storia della Regione e le prime elezioni regionali dopo l'entrata in vigore della Costituzione.
Ai sensi dello statuto speciale per il Trentino-Alto Adige approvato con legge costituzionale 26 febbraio 1948, n. 5 il numero di consiglieri era calcolato in uno ogni quindicimila abitanti e le legislature erano della durata di 4 anni. I consiglieri regionali erano anche i componenti dei rispettivi consigli provinciali.
La prima riunione del Consiglio regionale ha avuto luogo a Trento il 13 dicembre, quella dei Consigli provinciali di Trento e Bolzano il 20 dicembre.
La Democrazia Cristiana e la Südtiroler Volkspartei, partiti egemoni nei rispettivi consigli provinciali, governarono insieme la regione con una maggioranza schiacciante.
L'affluenza fu dell'83,98%. Dell'81,3% nel collegio provinciale di Trento e dell'87,77% nel collegio provinciale di Bolzano.

## Risultati
| Liste                                      | Voti                | %                   | Seggi               |
| Riepilogo regionale                        | Riepilogo regionale | Riepilogo regionale | Riepilogo regionale |
| ------------------------------------------ | ------------------- | ------------------- | ------------------- |
| Democrazia Cristiana                       | 130.604             | 36,73               | 17                  |
| Südtiroler Volkspartei                     | 107.249             | 30,16               | 13                  |
| Partito Popolare Trentino Tirolese         | 33.137              | 9,32                | 4                   |
| Partito Socialista Italiano                | 22.512              | 6,33                | 3                   |
| Partito Comunista Italiano                 | 16.815              | 4,73                | 2                   |
| Partito Socialista dei Lavoratori Italiani | 16.528              | 4,65                | 3                   |
| Lega Nazionale Anti Autonomistica          | 6.118               | 1,72                | 1                   |
| Unione Indipendenti                        | 5.674               | 1,60                | 1                   |
| Movimento Sociale Italiano                 | 4.662               | 1,31                | 1                   |
| Autonomia Tridentina                       | 4.065               | 1,14                | -                   |
| Autonomisti Indipendenti                   | 2.994               | 0,84                | 1                   |
| Partito Liberale Italiano                  | 2.628               | 0,74                | -                   |
| Partito Repubblicano Italiano              | 1.772               | 0,50                | -                   |
| Partito Socialdemocratico Sudtirolese      | 804                 | 0,23                | -                   |
| Totale                                     | 355.562             |                     | 46                  |
| Provincia di Trento                        |                     |                     |                     |
| Democrazia Cristiana                       | 113.509             | 57,64               | 15                  |
| Partito Popolare Trentino Tirolese         | 33.137              | 16,83               | 4                   |
| Partito Socialista Italiano                | 14.587              | 7,41                | 2                   |
| Partito Socialista dei Lavoratori Italiani | 11.637              | 5,91                | 2                   |
| Partito Comunista Italiano                 | 10.534              | 5,35                | 1                   |
| Lega Nazionale Anti Autonomistica          | 6.118               | 3,11                | 1                   |
| Autonomisti Indipendenti                   | 2.994               | 1,52                | 1                   |
| Partito Liberale Italiano                  | 2.628               | 1,33                | -                   |
| Partito Repubblicano Italiano              | 1.772               | 0,90                | -                   |
| Totale                                     | 196.916             |                     | 26                  |
| Provincia di Bolzano                       |                     |                     |                     |
| Südtiroler Volkspartei                     | 107.249             | 67,60               | 13                  |
| Democrazia Cristiana                       | 17.095              | 10,78               | 2                   |
| Partito Socialista Italiano                | 7.925               | 4,99                | 1                   |
| Partito Comunista Italiano                 | 6.281               | 3,96                | 1                   |
| Unione Indipendenti                        | 5.674               | 3,58                | 1                   |
| Partito Socialista Lavoratori Italiani     | 4.891               | 3,08                | 1                   |
| Movimento Sociale Italiano                 | 4.662               | 2,94                | 1                   |
| Autonomia Tridentina                       | 4.065               | 2,56                | -                   |
| Partito Socialdemocratico Sudtirolese      | 804                 | 0,51                | -                   |
| Totale                                     | 158.646             |                     | 20                  |

| Riepilogo dei seggi | Riepilogo dei seggi | Riepilogo dei seggi | Riepilogo dei seggi | Riepilogo dei seggi | Riepilogo dei seggi | Riepilogo dei seggi |
| ------------------- | ------------------- | ------------------- | ------------------- | ------------------- | ------------------- | ------------------- |
|                     |                     |                     |                     |                     |                     |                     |
| PCI                 | 2                   | N/A                 |                     | PSI                 | 3                   | N/A                 |
| PSLI                | 3                   | N/A                 |                     | Autonomisti         | 2                   | N/A                 |
| PPTT                | 4                   | N/A                 |                     | SVP                 | 13                  | N/A                 |
| DC                  | 17                  | N/A                 |                     | MSI                 | 2                   | N/A                 |